# Preußische T 16
Die T 16 der Preußischen Staatseisenbahnen waren Güterzugtenderlokomotiven mit der Achsfolge E. Sie wurden für den Betrieb auf Steilstrecken als Ersatz der Preußischen T 15 und der Ablösung des Zahnrad- durch Adhäsionsbetrieb sowie zum Einsatz auf Rangierbahnhöfen und für Übergabedienste beschafft. Die Lokomotiventwicklung ging ab 1913 in die Baureihe T 16.1 über. Später erhielten die Lokomotiven von der Deutschen Reichsbahn die Reihenbezeichnung 94.2–4.
Die Lokomotiven schieden bei beiden deutschen Bahnverwaltungen bis Ende der 1960er Jahre aus. Die 94 249 ist beim Heiligenstädter Eisenbahnverein in Heiligenstadt erhalten geblieben.

## Geschichte

### Erste Entwicklungen

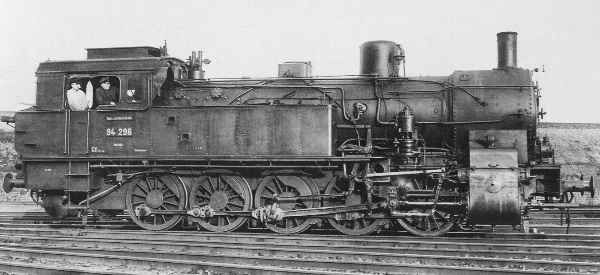
94 296 als Vertreterin mit angetriebener dritter Kuppelachse und noch nicht vergrößerten Vorräten aus der Zeit 1930

Um die durch die Vielteiligkeit des Antriebes sehr wartungsaufwändigen T 15 zu ersetzen sowie als Ersatz des unwirtschaftlichen Zahnrad- durch reinen Adhäsionsbetrieb auf Steilstrecken, entstand diese Baureihe nach dem Vorbild der kkStB 180 des österreichischen Konstrukteurs Karl Gölsdorf mit drei seitenverschiebbaren Radsätzen (Gölsdorf-Achse). Damit waren die Lokomotiven trotz der fünf gekuppelten Achsen in der Lage, auch enge Gleisbögen zu durchfahren. 1905 wurden die ersten Lokomotiven zur Erprobung auf die Bahnstrecke Grunewald–Nedlitz zu Vergleichsfahrten mit der T 15 geschickt. Beide Lokomotiven mussten einen 946 t schweren Kohlenzug über die Strecke ziehen, dabei hatte die T 16 34,84 % weniger Wasser und 26,42 % weniger Kohle verbraucht.:214 Auf Vergleichsfahrten auf der Bahnstrecke Hirschberg (Rsgb)–Polaun/Grünthal wurden ähnlich überzeugende Werte erzielt, hier wurden 39 % weniger Wasser und 25 % weniger Kohle angegeben. Abgesehen von diesen Werten waren die Lokomotiven der Gattung T 16 wesentlich billiger in der Unterhaltung als die T 15.

### Weitere Entwicklungen
Die ersten gelieferten Lokomotiven hatten schlechte Laufeigenschaften, bedingt durch den geringen festen Achsstand von 2900 mm und die langen Treibstangen, wodurch es zu Anlaufstößen in Weichen und unruhigem Lauf über 40 km/h kam. 1906 wurde der Sandkasten auf den Kesselscheitel versetzt, 1907 kam zusätzlich ein Rauchrohrüberhitzer hinzu und erst 1909 wurde das Musterblatt XIV 4c mit der dritten Kuppelachse als Antriebsachse veröffentlicht.:215
Bei Fahrten auf Thüringer Steilrampen herrschte bei den eingesetzten Lokomotiven sehr oft Wassermangel. Die Strecke Arnstadt-Suhl konnte nicht ohne einen Zwischenhalt mit Wassernehmen in Oberhof durchfahren werden. Das führte 1913 zur letzten Entwicklungsstufe der Lokomotive, die mit T 16 verstärkte Bauart bezeichnet wurde. Bei ihr wurde der Wasservorrat von 7 m³ auf 8 m³ und der Kohlevorrat von 2 t auf 3 t erhöht, was zu einer erhöhte Dienstmasse führte. Außerdem wurde ein größerer Überhitzer sowie ein verstärktes Bremsgestänge verwendet.:215 Weitere Änderungen betrafen die Nachfolgebauart T 16.1.
Nach dem Ersten Weltkrieg verblieben nachweislich 65 Maschinen im Ausland, davon 57 in Polen. Drei weitere blieben im Eigentum der Freien Stadt Danzig, deren Bahnstrecken von den PKP betrieben wurden. Die PKP differenzierten vor dem Zweiten Weltkrieg nicht zwischen T 16 und T 16.1. In Belgien verblieben 17 Maschinen, sie wurden als Reihe HL 98 übernommen. Die SNCB/NMBS differenzierten nicht zwischen T 16 und T 16.1.
Die Deutsche Reichsbahn vergab die Betriebsnummern 94 201–467, wobei die 94 201–214 die Lokomotiven der Lieferungen der Jahre 1905/1906 mit Sandkästen auf den Wasserkästen und Antrieb der vierten Kuppelachse waren. Die 1907 gebauten 94 215–222 hatten auf den Kesselscheitel versetzte Sandkästen, die 94 223–262 zusätzlich Rauchrohrüberhitzer. Auch bei diesen Lokomotiven war der vierte Kuppelradsatz der Treibradsatz.
Erst die 94 263–420 wurden ab 1909 nach dem Musterblatt XIV 4c gebaut. Die Maschinen der verstärkten Ausführung erhielten die Betriebsnummernummern 94 421–461,:215 bei den 94 465–467 handelt es sich um falsch eingeordnete T 16.1. 1934 wurde dieser Fehler korrigiert. Die 94 501 war eigentlich eine T 16, sie wurde aber schon 1931 ausgemustert. Die 94 462–464 stammten von den Reichseisenbahnen in Elsaß-Lothringen.
Viele Lokomotiven wurden schon in den 1930er Jahren ausgemustert. Während des Zweiten Weltkriegs wurden etliche polnische und eine belgische Lokomotive als 94 468–490 eingereiht, zum größten Teil jedoch wieder zurückgegeben. Die 94 1811 war eine T 16 aus Belgien, die nach 1945 im Bestand der Deutschen Reichsbahn im Gebiet der Sowjetischen Besatzungszone und später der DDR verblieb. In Polen verblieben bauartrein 39 T 16. Die T 16.1 wurden dort als TKw2 bezeichnet. Die letzten TKw1 blieben bis 1970 im Einsatz.

## Einsatz und Verbleib
Die Lokomotiven wurden dort eingesetzt, wo auf Reibungsbahnen der Betrieb wirtschaftlicher durchgeführt werden sollte und die Achslast der Preußischen T 20 zu groß war.
Die meisten Fahrzeuge verblieben bei der Deutschen Bundesbahn und wurden bis 1955 ausgemustert. Die letzte Lokomotive war in diesem Jahr die 94 446 des Bahnbetriebswerkes Ludwigshafen.
Die wenigen bei der Deutschen Reichsbahn verbliebenen Lokomotiven schieden bis 1968 aus dem Bestand aus. Die 94 249 wurde als letztes Exemplar an das Verkehrsmuseum Dresden abgegeben. Sie war 1908 an die Königliche Eisenbahndirektion Stettin ausgeliefert worden, bis 1925 im Raum Stettin eingesetzt und von 1935 bis 1941 beim Bw Breslau-Mochbern beheimatet. Die Einsatzstellen zwischen 1941 und 1945 sind nicht bekannt, bei Kriegsende wurde sie in Sandersleben aufgefunden. Nach 1947 war sie in den Bahnbetriebswerken Magdeburg, Haldensleben, Wismar, Wittenberge und Halle eingesetzt. Bereits 1983 schied sie aus dem Bestand des Verkehrsmuseums aus und wurde 1988 gegen 60 t Schrott vom „Heiligenstädter Eisenbahnverein“ in Heiligenstadt übernommen. Seit dem 26. Mai 1994 steht sie unter Denkmalschutz und wurde in die Denkmalliste des Thüringischen Landesamtes für Denkmalpflege aufgenommen.

## Technik
Die Lokomotiven mit einem Überhitzer Bauart Schmidt wurden mit der Zeit an die Technik der T 16.1 angeglichen. Der genietete Langkessel besteht aus zwei Schüssen mit einer lichten Weite von 1500 mm und einer Rohrlänge von 4500 mm. An diesem ist die Rauchkammer mit einem Winkelring angenietet. Die kupferne Feuerbüchse und deren Stehbolzen sind zwischen den Rahmenwangen eingelassen. Auf dem zweiten Kesselschuss sitzt der Dampfdom mit dem Ventilregler. Die Sandkästen waren ursprünglich auf den Wasserkästen angeordnet, später wurde er auf den Kesselscheitel verlegt. Vor der Führerhausvorderwand ist ein Sicherheitsventil Bauart Ramsbotton untergebracht. Gespeist wurde der Kessel von zwei Strahlpumpen.
Der Blechrahmen mit 25 mm Stärke und zahlreichen Querversteifungen ist im mittleren Teil als Wasserkasten ausgebildet. Das Laufwerk hatte ursprünglich einen Antrieb auf der vierten Kuppelachse. Dabei waren die zweite und vierte Kuppelachse fest im Rahmen gelagert, die erste, dritte und fünfte besaßen eine Seitenverschiebbarkeit von ±25 mm. Beim späteren Antrieb auf die dritte Kuppelachse besaßen die erste und vierte ±25 mm Seitenverschieblichkeit und der Treibradsatz eine Spurkranzschwächung von 10 mm. Das Zweizylinder-Heißdampftriebwerk hat außenliegende, waagerecht angeordnete Zylinder sowie Kolbenschieber mit innerer Einströmung. Der Kreuzkopf wurde einschienig auf der Gleitbahn vor dem zweiten Kuppelradsatz geführt. Zur Verkürzung der Treibstangen hatten die Maschinen mit dem Antrieb auf den vierten Radsatz verlängerte Kolben- und Schieberstangen mit je einer zusätzlichen Führung. Die äußere Steuerung entsprach der Bauart Heusinger.
Die Lokomotiven waren mit einer einlösigen Druckluftbremse der Bauart Westinghouse oder Knorr ausgerüstet. Die Räder des zweiten und dritten Radsatzes waren doppelseitig abgebremst. Dazu war eine Wurfhebelbremse vorhanden. Der Sandstreuer wirkte pneumatisch, gesandet wurden die Räder des zweiten Radsatzes von vorn und des vierten Radsatzes von hinten.